# Madhjamańćal Wikas Kszetr
Madhjamańćal Wikas Kszetr (nep. मध्यमाञ्चल विकास क्षेत्र, ang. Central Development Region) – jeden z pięciu regionów Nepalu. Graniczy z Indiami na południu, z Chinami na północy, z regionem Purwańćal na wschodzie oraz z regionem Paśćimańćal na zachodzie. Stolicą regionu jest Katmandu.
Region ten dzieli się na następujące strefy:
- Bagmati,
- Narajani,
- Dźanakpur.